# Vassili Saltykov
Vassili Fiodorovitch Saltykov (en russe : Василий Фёдорович Салтыков, né en 1675, mort en 1751) a épousé la princesse Maria Alekseïevna Galitzine.
Général et homme politique russe, il fut chef de la Police générale de Saint-Pétersbourg de 1732 à 1742.

## Biographie
Vassili Fiodorovitch Saltykov fit une carrière militaire dans le régiment Preobrajensky. En 1734, il fut promu adjudant-général, et général en chef en 1741.

### Chef de la police
En 1732, Catherine Ire de Russie le nomma au poste de chef de la Police générale de Saint-Pétersbourg, il occupa ces fonctions jusqu'en 1742. Sous son mandat, la capitale de la Russie impériale fut découpée en sept départements de police (1737). Après les incendies qui ravagèrent l'île Admiralteisky, le 10 juillet 1737, une commission chargée de la réglementation des constructions de la ville fut créée. Le quatrième Palais d'Hiver construit sur l'emplacement du palais Apraksine ayant appartenu à l'amiral général Fiodor Matveïevitch Apraksine fut achevé, la reconstruction du bâtiment de l'Amirauté commencé en 1727 fut terminé en 1738. L'église de Saint-Panteleimon fut reconstruite sur l'ancienne église en bois en l'honneur des victoires de la marine impériale russe sur la flotte suédoise à Gangut le 7 août 1714 dans la péninsule d'Hanko  et celle de Grengam le 27 juillet (1720). La cathédrale Saint-Samson également reconstruite sur l'emplacement d'une église en bois construite par Pierre Ier de Russie en l'honneur de la victoire des armées russes lors de la bataille de Poltava (8 juillet 1709, les travaux débutèrent en 1728 pour s'achever en 1740.
Vassili Fiodorovitch Saltykov quitta la vie publique en 1742.